# Pluralismo jurídico
El Pluralismo Jurídico hace referencia a la existencia de múltiples sistemas jurídicos en una misma área geográfica. Esta definición implica tres cosas: (i) reconocer que el derecho oficial, el derecho del estado, no es el único existente; (ii) que distintas prácticas jurídicas ( i.e. justicia indígena, justicias comunitarias) pueden ser reconocidas como distintas formas de derecho; (iii) lo anterior supone, por tanto, que el reconocimiento de soberanía que algunos estados establecen al pretender el monopolio de la fuerza jurídica, se relativiza.

Pluralismo Jurídico es la coexistencia dentro un Estado de diversos conjuntos de normas jurídicas positivas en un plano de igualdad, respeto y coordinación.
Machicado, Jorge

El concepto de pluralismo jurídico supone una definición alternativa de derecho, pues si se adopta la definición clásica, el derecho se reduce a las normas producidas exclusivamente por el Estado. Si se acepta la noción de pluralismo jurídico, se pone en cuestión la idea del monopolio de la fuerza estatal.
El pluralismo jurídico se enfrenta a escenarios de etnocentrismo, violencia, estigmatización y altas cargas de racismo; ya que si bien las fuentes plurales de su sentido son de diversas comunidades ético-políticas; es mayor la presencia en el territorio americano de fuentes étnicas, específicamente indígenas.
En este mismo sentido es importante reconocer que las prácticas indígenas no son manifestaciones exclusivas de un grupo poblacional auto adscrito por su identidad cultural; sino que se reproduce además en las poblaciones denominadas como mestizas a través de sus prácticas, costumbres, actividades, en suma, su "memoria vivida y practicada", a decir de Aquiles Hervas Parra es el conjunto de manifestaciones de las relaciones practicadas y vividas en cambios generacionales que se transmiten de un grupo a otro, y que en muchos de los casos no se percibe consciencia de su existencia en el sujeto mismo.
Desde una perspectiva socio-jurídica, puede entenderse como derecho cualquier conjunto de normas que regulen la conducta humana, y que sea reconocido por sus destinatarios como vinculante. Según Boaventura de Sousa Santos, cualquier orden social que de cuenta de retórica, violencia y burocracia, puede ser considerado como derecho.
El comercio informal, la presencia de grupos guerrilleros o paramilitares, o la presencia de etnias o grupos indígenas en un Estado, son algunos ejemplos de pluralismo jurídico.